# Фритьофф, Анна
Анна Фритьофф в замужестве Юханссон (швед. Anna Frithioff; род. 4 декабря 1962 года, Гренна) — шведская лыжница, призёрка чемпионата мира 1995 года. 
В Кубке мира Фритьофф дебютировала в 1992 году, тогда же единственный раз в карьере попала в десятку лучших в индивидуальной гонке на этапе Кубка мира. Кроме этого в индивидуальных гонках имеет на своём счету 9 попаданий в тридцатку лучших на этапах Кубка мира. Лучшим достижением Фритьофф в общем итоговом зачёте Кубка мира являются 30-е место в сезонах 1991/92 и 1993/94. 
На Олимпиаде-1994 в Лиллехаммере заняла 17-е место в гонке на 5 км классикой, 37-е место в гонке преследования, 13-е место в гонке на 30 км классикой и 6-е место в эстафете.
За свою карьеру принимала участие в четырёх чемпионатах мира, на чемпионате мира - 1995 в Тандер-Бее завоевала бронзовую медаль в эстафете. Лучший результат в личных гонках на чемпионатах мира, 9-е место в гонке на 5 км классическим стилем на том же чемпионате.